# 創生及湮滅算符
物理學中，消滅算符（Creation and annihilation operators）是將處於特定狀態中的多個粒子，其粒子數下降1的算符；創生算符則是將處於特定狀態中的多個粒子，其粒子數增加1的算符，創生算符也是消滅算符的伴算符（adjoint）。按照不同的課題，問題中的粒子類型也各有不同。舉例來說，在量子化學與多體理論中，創生與消滅算符的作用對象常為電子。
消滅與創生算符在量子諧振子的場合中，特別指的是階梯算符。在這樣的場合，升算符詮釋為創生算符，將一能量量子加到振子系統，對於降算符也是相同的類比。它們可以用來代表聲子。在物理學與化學的分支學科裡，使用這些算符而不是波函數的方法稱之為二次量子化。
創生與消滅算符背後的數學與出現在量子諧振子中的階梯算符的式子相同。舉例來說，消滅與創生算符對於同一狀態的交換子等於一；其他的交換子皆為零。
創生與消滅算符的概念對於自由場論來說是有良好定義的，然而在交互作用量子場論（interacting QFTs）中，它們只能在交互作用繪景（interaction picture）中有所定義；而根據哈格定理（Haag's theorem），交互作用繪景是不存在的。